# Jan Kwapisz
Jan Kwapisz (ur. 25 września 1932 w Gomulinie, zm. 27 maja 1982 w Łodzi) – polski reżyser teatralny, pedagog, wykładowca Państwowej Wyższej Szkoły Filmowej, Telewizyjnej i Teatralnej im. Leona Schillera w Łodzi, związany zawodowo z teatrami, m.in. ze Studenckim Teatrem Satyry „Cytryna”.

## Życiorys
W 1951 r. rozpoczął naukę w Państwowej Szkole Teatrów Ochotniczych w Łodzi. Ukończył ją w 1954 r., i rozpoczął studia w Państwowej Wyższej Szkole Teatralnej i Filmowej w Łodzi na Wydziale Reżyserii Teatrów Niezawodowych. Studia skończył z wyróżnieniem. Pozostał na uczelni jako asystent na Wydziale Teatrów Niezawodowych – później także na Wydziale Aktorskim. Z uczelnią związany był do końca życia, w latach 1972–1982 pełnił funkcję prodziekana Wydziału Aktorskiego. Poza pracą pedagogiczną był cały czas praktykiem teatralnym. Reżyserował zarówno w teatrach zawodowych, instytucjonalnych (debiutował spektaklem „Placówka” w Teatrze im. Stefana Jaracza w Łodzi), jak i w teatrach amatorskich.
Największe znaczenie sam przypisywał swojej wieloletniej pracy od 1961 r. na stanowisku kierownika artystycznego w niezawodowym teatrze Akademii Medycznej w Łodzi – Studenckim Teatrze Satyry „Cytryna”. Wyreżyserował tam 12 spektakli. Dzięki niemu „Cytryna” stała się nie tylko popularna ale i doceniana. Przedstawienia w jego reżyserii zdobywały nagrody na przeglądach teatralnych w całej Polsce.
Wyjeżdżał także z zespołem na festiwale międzynarodowe i na zagraniczne tournée. Po jego odejściu z teatru, „Cytryna” nie miała już takich sukcesów. Był także laureatem wielu indywidualnych nagród za reżyserię.
Całe swoje życie zawodowe związał z Łodzią.
Pochowany na Starym Cmentarzu w Łodzi przy ul. Ogrodowej.